# Neopallasia pectinata
Neopallasia es un género monotípico perteneciente a la familia de las asteráceas. Su única especie: Neopallasia pectinata es originaria de Asia.

## Descripción
Es una hierba erecta, que alcanza un tamaño de 12-40 cm de altura, con hojas divididas  sésiles oblongas-elípticas. Esta planta crece en los desiertos valles de los ríos de grava y en páramos a 1300-3400 m de altitud. Esta especie variable se distribuye por las zonas del norte de China de Gansu, Hebei, Heilongjiang, Jilin, Liaoning, Mongolia Interior, Ningxia, Qinghai, Shanxi, Sichuan, Xinjiang, Xizang, así como Kazajistán, Mongolia y Rusia.

## Taxonomía
Neopallasia pectinata fue descrita por (Pall.) Poljakov y publicado en Botanicheskie Materialy Gerbariia Botanicheskogo Instituta imeni V. L. Komarova Akademii Nauk SSSR 17: 428. 1955.
Sinonimia
- Artemisia pectinata Pall.	basónimo
- Artemisia pectinata var. yunnanensis Pamp.
- Artemisia yunnanensis (Pamp.) Krasch.
- Neopallasia tibetica Y.R.Ling
- Neopallasia yunnanensis (Pamp.) Y.R.Ling[5]